# Bretxa de Pauss
La Bretxa de Pauss és una collada que es troba en el límit dels termes municipals de la Vall de Boí (Alta Ribagorça) i de Naut Aran (Vall d'Aran), situada en el límit del Parc Nacional d'Aigüestortes i Estany de Sant Maurici i la seva zona perifèrica.
El coll està situat a 2.682,2 metres d'altitud, en la cresta de la serra de Tumeneia, entre el Pa de Sucre (SSO) i el Tumeneia (NE); comunica la nord-occidental vall de Valarties amb la sud-oriental capçalera de Caldes.

## Rutes
Dues són les rutes més habituals per arribar al coll:
- Des del refugi de la Restança per Lac de Mar.
- Des del refugi Joan Ventosa i Calvell, per la riba meridional de l'estany de Travessani, els estanys de Tumeneia i l'estany Clot.

Des del coll es poden atacar el Pa de Sucre i el Tumeneia.

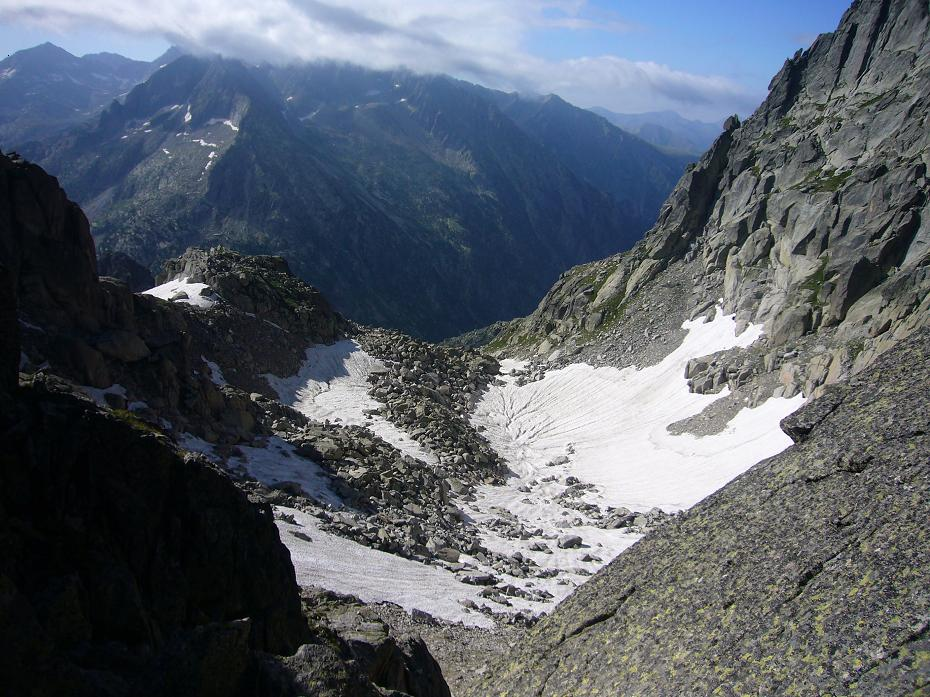
Pics de Comalespada i Punta Alta de Comalesbienes, vistos des de la Bretxa de Pauss
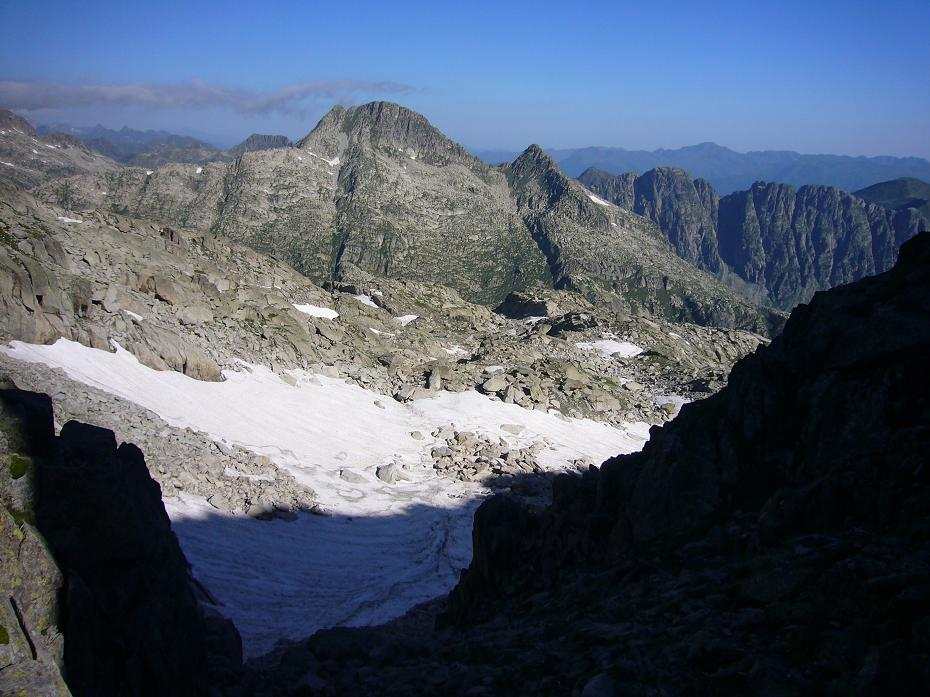
Tossau de Mar vist des de la Bretxa de Pauss